# Carl Storck
Pour les articles homonymes, voir Storck.
Carl Storck, né le 14 novembre 1892 et mort le 13 mars 1950, est un dirigeant de football américain.
Il est président de la National Football League de 1939 jusqu'en 1941.